# Nowoleśna Szczerbina
Nowoleśna Szczerbina (słow. Novolesnianska štrbina) – wąska przełęcz w bocznej grani słowackich Tatr Wysokich odgałęziającej się od grani głównej w wierzchołku Małej Wysokiej. Jest położona w jej fragmencie zwanym Nowoleśną Granią. Oddziela od siebie dwie spośród trzech Nowoleśnych Turni: Zadnią Nowoleśną Turnię na zachodzie i Pośrednią Nowoleśną Turnię na wschodzie.
Północne stoki opadają z przełęczy do Doliny Staroleśnej, południowe – do Doliny Sławkowskiej. W kierunku Doliny Staroleśnej z Nowoleśnej Szczerbiny spada głęboki komin. Najdogodniejsza zimowa droga na przełączkę prowadzi granią od Sławkowskiej Przełęczy.
Pierwsze wejścia (przy przejściu granią):
- letnie – Karol Englisch i przewodnik Johann Hunsdorfer senior, 7 sierpnia 1902 r.,
- zimowe – Władysław Krygowski, 13 marca 1928 r.[2]

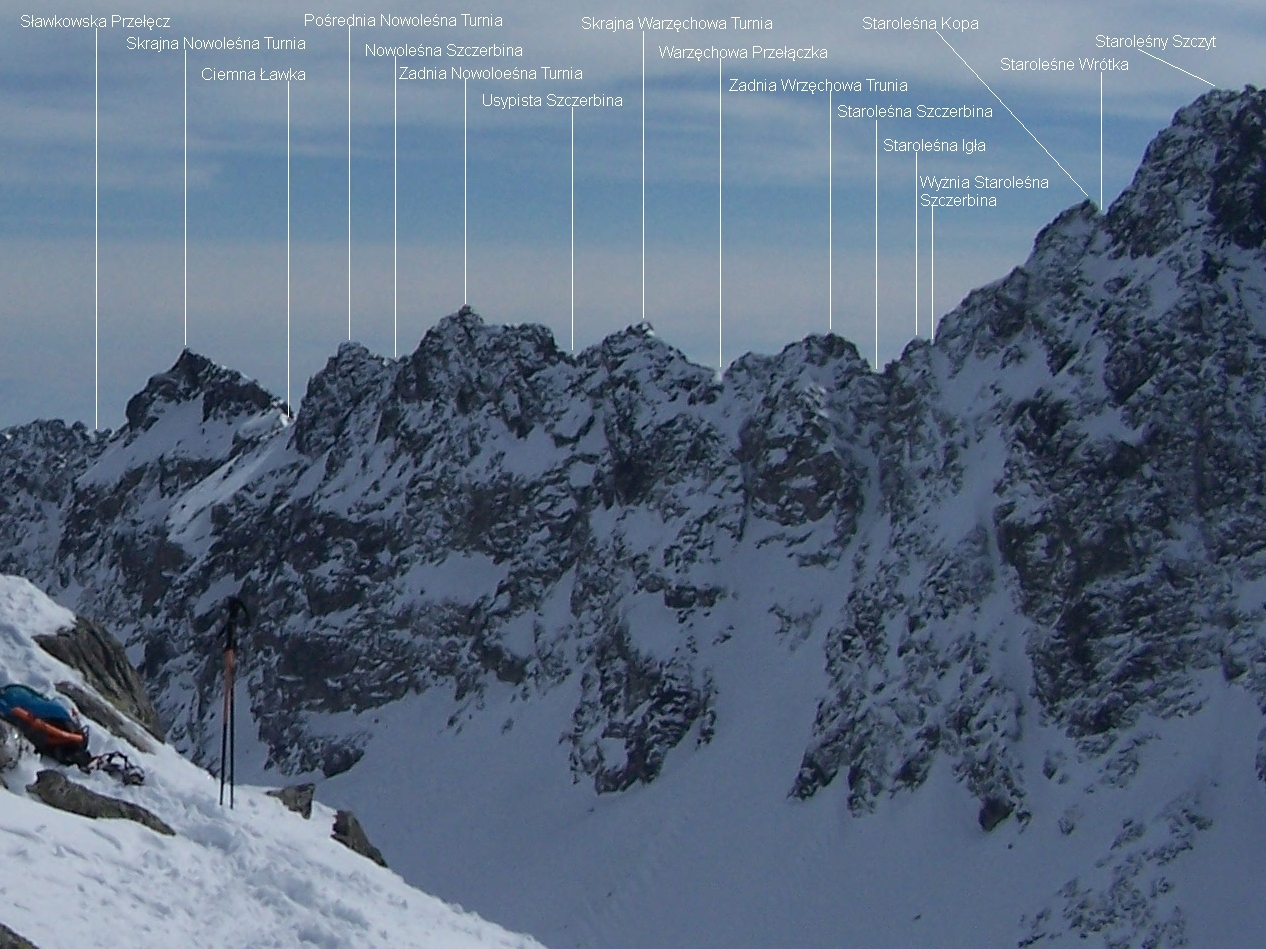
Widok ze Świstowego Szczytu